# 潮州木雕
潮州木雕，又称潮州金漆木雕，是流行于广东省原潮州府属潮州市、汕头市、揭阳市等地的民间雕刻艺术，尤以多层镂通和金碧辉煌的金漆木雕而著称于世，与东阳木雕、黄杨木雕、龙眼木雕并称为中国四大木雕。潮州木雕源远流长，发展于唐宋，成熟于明末，至清中晚期达到鼎盛。于2006年5月20日列入第一批中国国家级非物质文化遗产名录。

## 历史
潮州木雕早期风格较为粗犷，至明代已很精美，日用木雕则起源于清代。其历史最早可以追寻到唐昭宗年间，在刘恂的《岭表异录》中，就有三则有关潮州雕刻艺术的记载。而潮州金漆木雕的出现，则在北宋至和元年（1054年）就有文献记录了。而始建于唐玄宗开元二十六年（738年）的潮州开元寺，寺内现保存有一条长约1米唐代木鱼，及一条北宋政和四年的木龙。而许驸马府亦保存有宋代梁架雕饰，虽然这些木雕饰品刀法简朴，但说明在唐宋时期，潮州已有建筑装饰的木雕工艺了。

## 艺术特色

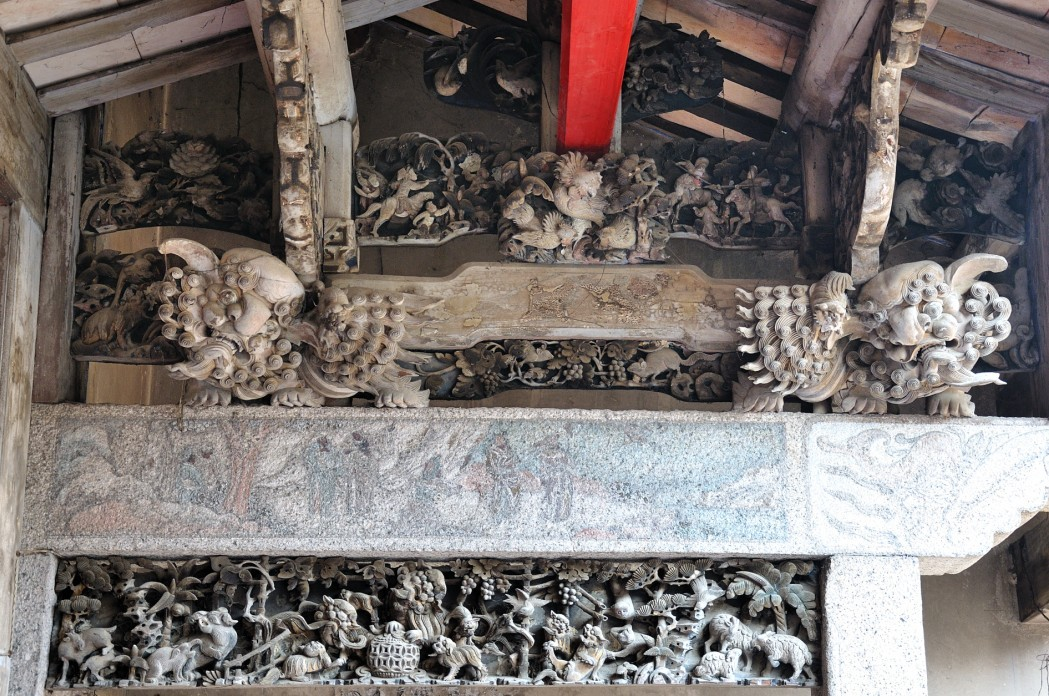
潮州木雕

### 种类繁多
潮州木雕作为完全独立的摆设是基本没有的，通常是与建筑、家具及神器结合在一起而作为它们的装饰或构件的。按照用项区分，大致可以分为建筑装饰、神器装饰、家具装饰和案头摆设四类。

#### 建筑装饰
包括牌匾狮、进屏、屐头、檐角、柱头、横梁、门楣、屏风、门饰、窗格、栏杆及梁的雕饰百多种。

#### 神器装饰
神器装饰，也称宗教用品装饰品，分有五类：龛椟类(包括大龛、椟仔)，馔盒类(包括馔盒、果碟、糖枋架、饼架等)，宣炉罩类(四方型、八角型、圆筒型、木雕加玻璃型等)，神轿神亭类；游神配套类(包括茶担、鼓架、烛台、香架、香炉等)。

#### 家具装饰
包括床、几、桌、椅、茶橱、衣柜、梳妆台、纸煤筒、灯心筒等常见家具。

#### 案头摆设
欣赏型的小型木雕

### 题材的选择
木雕所要表达的内容取材广泛，有民间故事小说也有戏剧故事，或是地方熟悉的历史人物，更多是来源于普通民众的生活。

## 雕法
雕刻形式，分浮雕、沉雕、圆雕和通雕四类。

## 制作过程
潮州木雕的制作大致分为三个阶段，第一是“起草图”，第二是“凿粗胚”，第三是“细雕刻”。

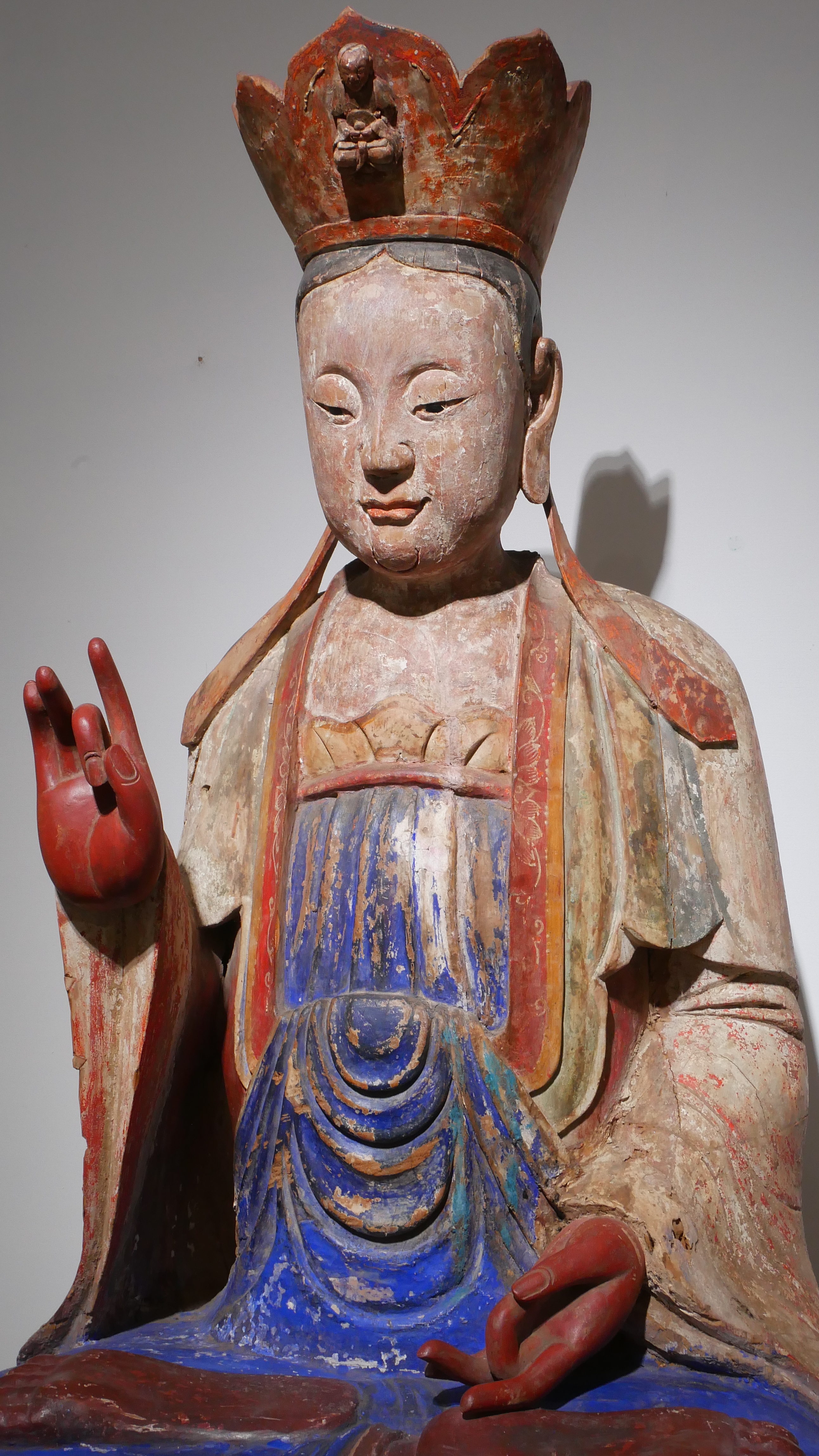
木雕加彩觀世音菩薩（19世紀）

### 木材的选用
潮州木雕常用的木料有以下几种：樟木、杉木、苦楝、黎木、杀柴、柯木、合欢木、榕木及柚木等。这些具有的共同特点，那就是质地结实，又有强大的坚韧力。实际运用中要根据饰物的品类、用途和内容，来分别选用所需木料。其中樟木是主要的木材用料。

### 工具的选用
除了画草图需要的弓把与夹仔，常用的工具有以下几种
- 叩槌，即敲击凿子用的木槌
- 方凿刀，即平口刀
- 方湖刀，刀刃稍弧形，用来做出稍有弧度的形状
- 圆凿刀，刀刃弧形，用来做出较圆的形状
- 挠凿刀，刀口翘起与刀梗成一定角度，用于削平深层其它刀不能触及的地方
- 雕刀，刀刃成锐角形，用于刻划线条、花纹。
- 毛尾刀，镂空雕刻的特制刃刀，形成长锐角形，用于侧面的造型刻画[13]。

### 上漆
潮州除大幅度用髹漆贴金之外，还有水漆、退光漆、刀漆、金漆画、五彩漆画等等工种。一般髹漆贴金的需要制漆、滤漆、填料、上漆四道工序。

## 图片

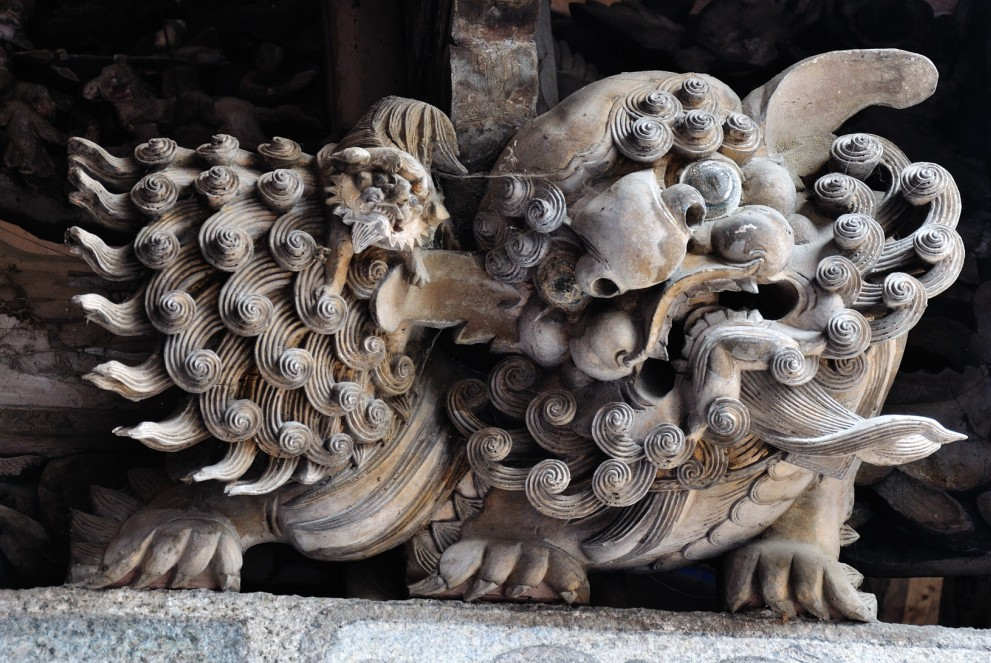
普宁市燎原镇的潮州木雕
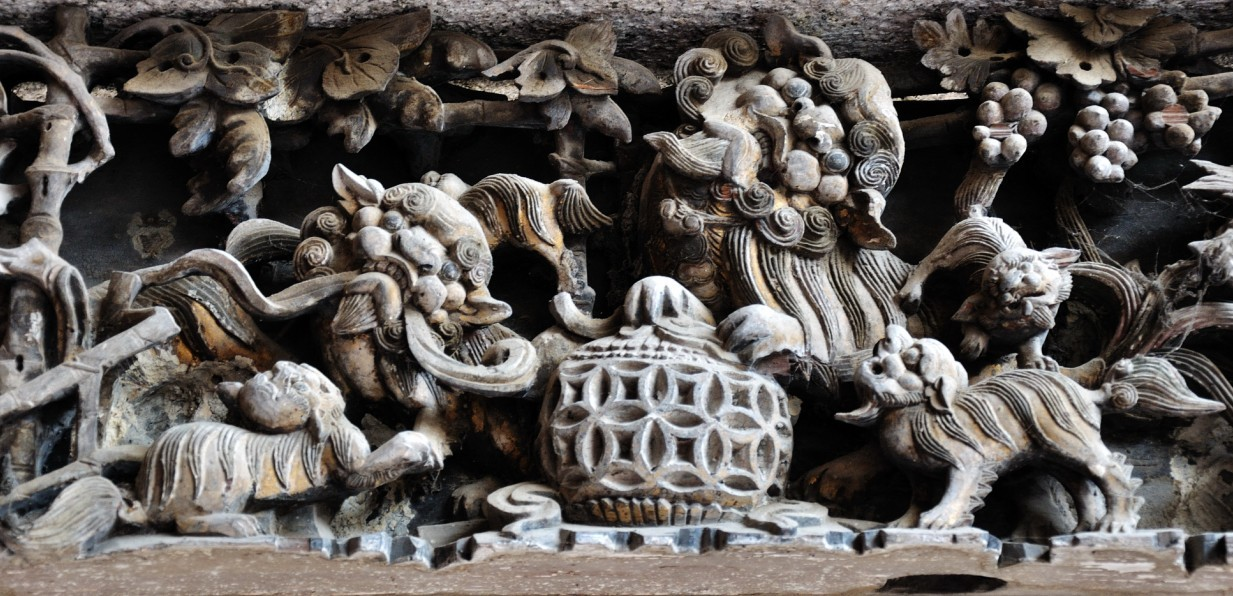
普宁市燎原镇的潮州木雕
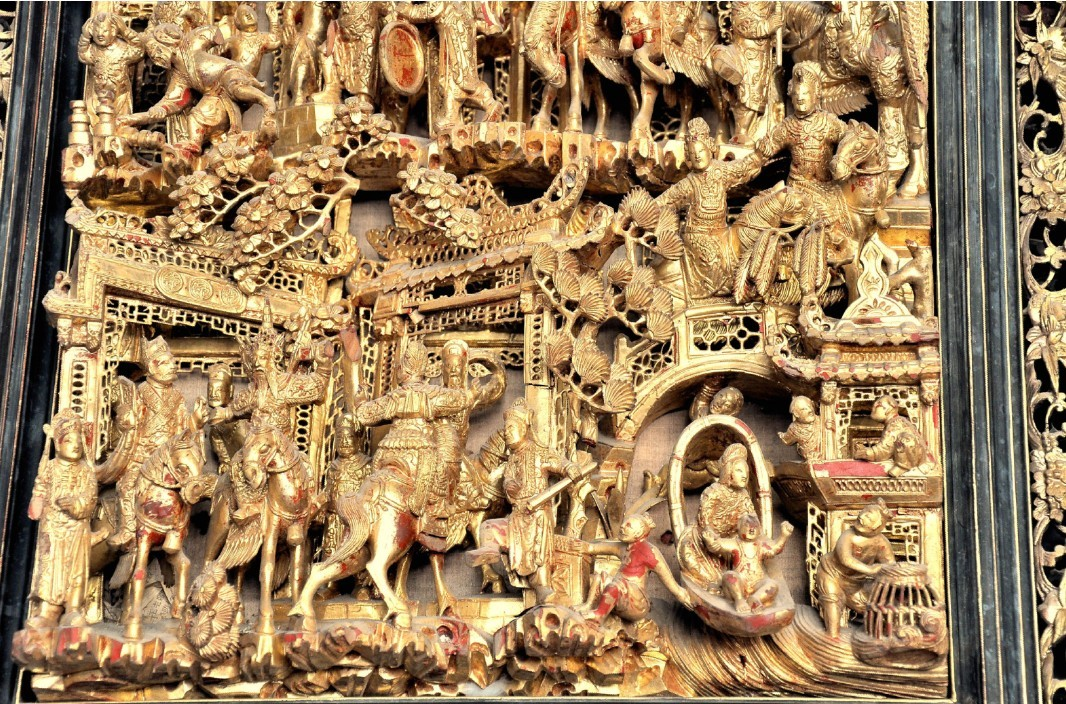
潮州金漆木雕
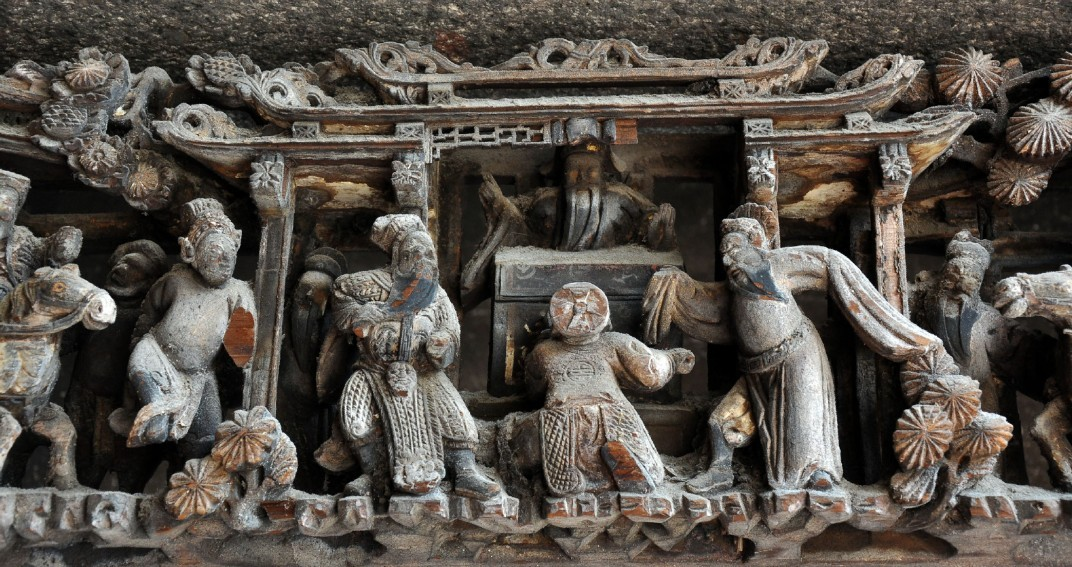
潮州木雕
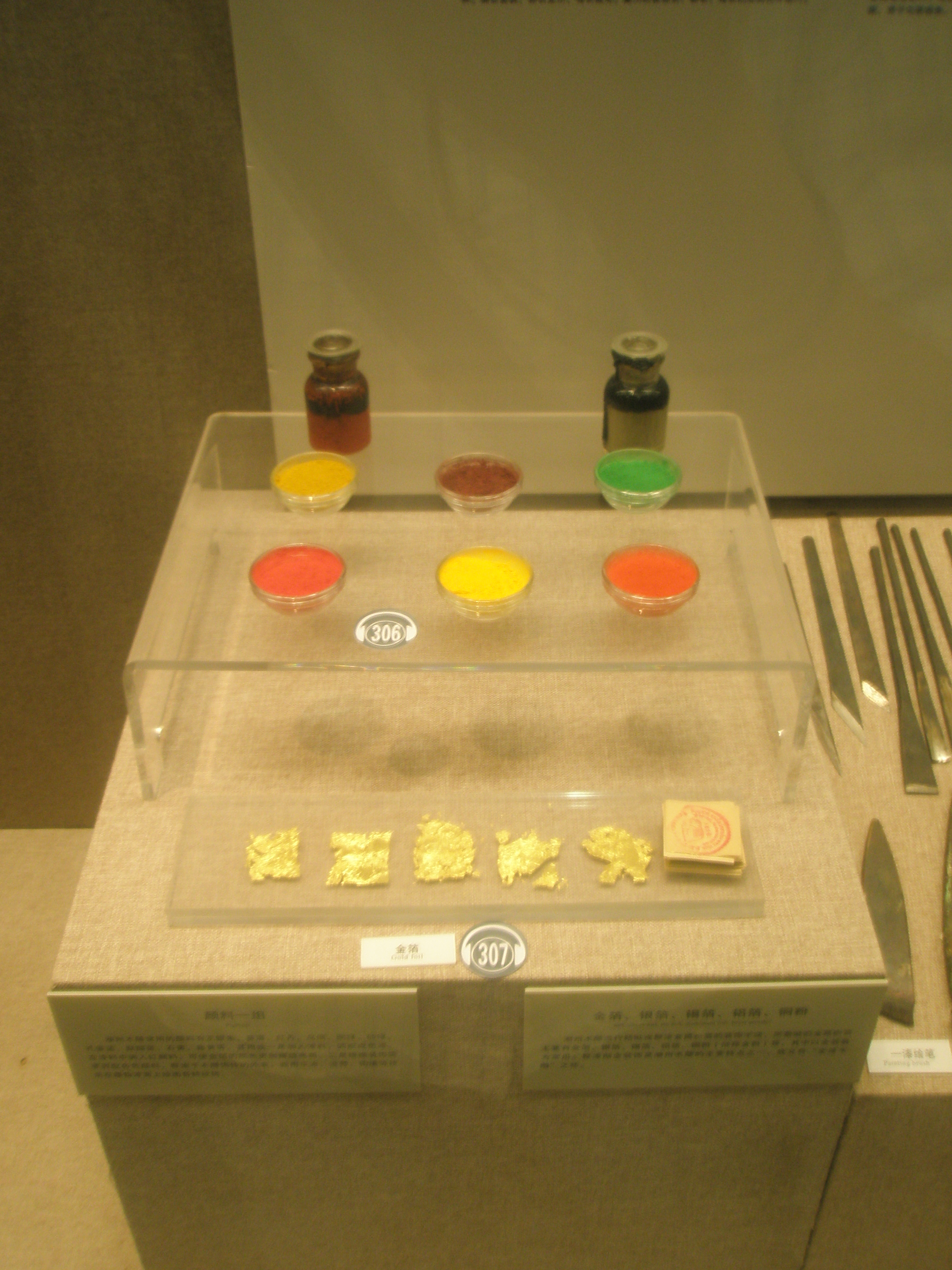
广东博物馆所展出的潮州木雕所用颜料